# Santo Antônio das Missões
Santo Antônio das Missões is een gemeente in de Braziliaanse deelstaat Rio Grande do Sul. De gemeente telt 12.016 inwoners (schatting 2009).